# Elecciones parlamentarias de Portugal de 2005
Las elecciones parlamentarias de Portugal de 2005 se celebraron el 20 de febrero de ese año, con el propósito de elegir a los miembros de la Asamblea de la República. Ese mismo día, en España también se celebró un referéndum nacional, siendo hasta la fecha la única jornada electoral ibérica, común en ambos países, si exceptuamos las elecciones europeas.
Tras las elecciones, el PS obtuvo la mayoría absoluta y José Sócrates fue nombrado nuevo primer ministro.
Con una abstención del 35,74%, los resultados fueron los siguientes:
| Elecciones legislativas portuguesas de 2005                |           |        |         |      |
| Partido                                                    | Votos     | %      | Escaños | Dif. |
| Partido Socialista (PS)                                    | 2.588.312 | 45,03  | 121     | +25  |
| Partido Social Demócrata (PSD)                             | 1.653.425 | 28,77  | 75      | -30  |
| Coalición Democrática Unitaria (CDU)                       | 433.369   | 7,54   | 14      | +2   |
| Centro Democrático Social-Partido Popular (CDS-PP)         | 416.415   | 7,24   | 12      | -2   |
| Bloque de Izquierda (BE)                                   | 364.971   | 6,35   | 8       | +5   |
| PCTP/MRPP                                                  | 48.186    | 0,84   | 0       | =    |
| Partido Nueva Democracia (PND)                             | 40.358    | 0,70   | 0       | -    |
| Partido Humanista (PH)                                     | 17.056    | 0,30   | 0       | =    |
| Partido Nacional Renovador (PNR)                           | 9.374     | 0,16   | 0       | =    |
| Partido de los Trabajadores de la Unidad Socialista (POUS) | 5.535     | 0,10   | 0       | =    |
| Partido Democrático del Atlántico (PDA)                    | 1.681     | 0,03   | 0       | -    |
| Votos en blanco                                            | 103.537   | 1,80   |         |      |
| Votos nulos                                                | 65.515    | 1,14   |         |      |
| Total                                                      | 5.747.834 | 100,00 | 230     |      |

Fuente: Comissão Nacional de Eleições Archivado el 8 de agosto de 2011 en Wayback Machine.